# Gibraltar Encyclopedia of Progressive Rock
Gibraltar Encyclopedia of Progressive Rock, conhecida também como The New Gibraltar Encyclopedia of Progressive Rock, ou simplesmente Gibraltar, é um sítio eletrônico dedicado a apresentar notícias e resenhas do mundo do rock progressivo. Ele foi criado como uma lista de discussão — Gibraltar - The Electronic Magazine For Progressive Rock And Related Music — por Mike Taylor em 1991. A certa altura, ele transformou-se em um sítio eletrônico; em junho de 2000, a manutenção foi repassada a Fred Tafton.
O Gibraltar é muito respeitado na comunidade do rock progressivo, e citações a ele podem ser vistas em numerosos artigos relacionados ao rock progressivo na Wikipédia, especialmente em sua versão anglófona.
A enciclopédia não é livremente editável pelo público, mas contribuições podem ser submetidas aos seus mantenedores via e-mail.